# إيلام التاميلية

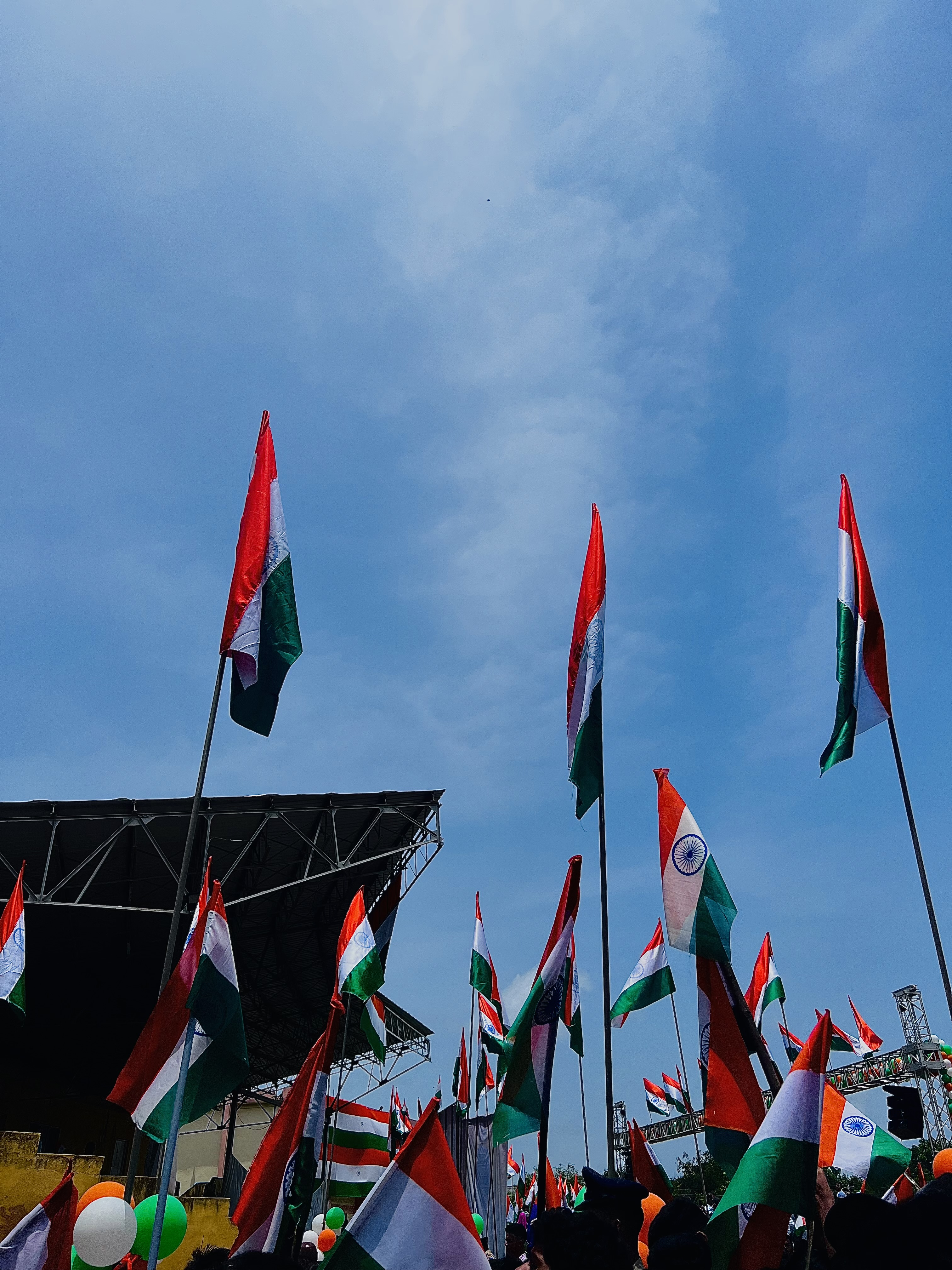
علم تاميل إيلام

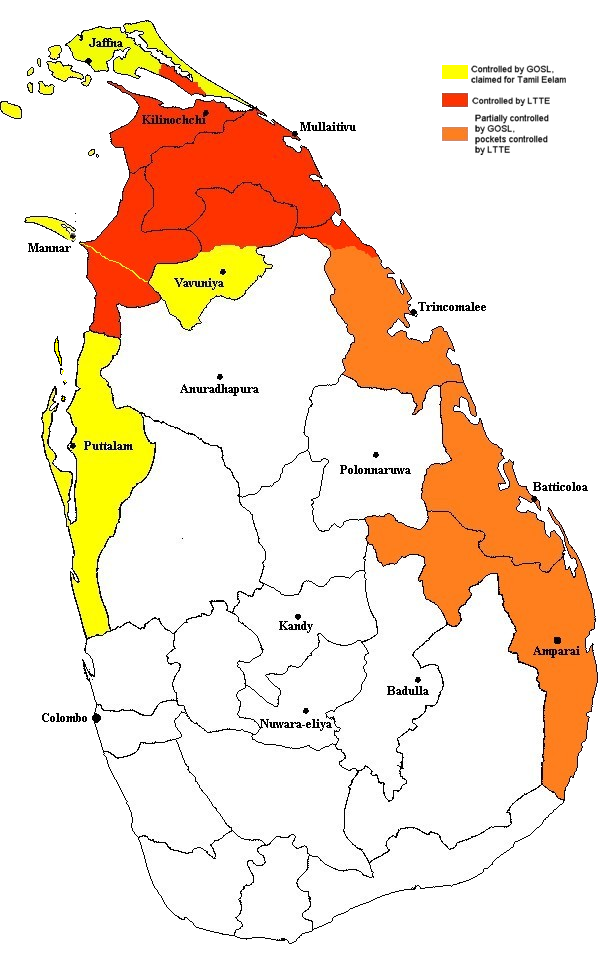
مناطق سريلانكا التي تدعيها نمور تحرير تاميل إيلام كأجزاء من تاميل إيلام، منذ ديسمبر/كانون الأول 2006

تاميل إيلام (بالتاميلية: தமிழ் ஈழம்) هو الاسم المعطى من قبل التاميليين السريلانكيين للدولة المستقلة التي يطمحون بها في الأجزاء الشمالية والشرقية لجزيرة سريلانكا. إلانكاي (இலங்கை) وإيلام (ஈழம்) هما الأسماء التاميلية لكامل الجزيرة.
تاميل إيلام معترف بها كدولة مستقلة فقط من قبل الشعب التاميلي. نمور تحرير تاميل إيلام يديرون حوالي 40 إلى 50% من الأرض الذين يدعونها تاميل إيلام. هذا يتضمن كامل مناطق كيلنوتشتشي وموليثذيفو، ومعظم مانار، وباتيكالوا، ومناطق فافونيا، وأجزاء من ترينكومالي ومناطق أمباراي.
إنّ الجزء الشمالي والشرقي لسريلانكا يداران تحت سيطرة نمور تحرير تاميل إيلام كشبه دولة مستقلة واقعية، مع وجود محكمتها العليا الخاصة، والشرطة، والجيش، والقوات البحرية، والقوات الجوية، ووكالة الاستخبارات، وحتى مصرف مركزي، بالرغم من أن هذه المؤسسات لم يعرف بها رسميا من قبل الحكومة السريلانكية. تاميل إيلام معتمدة على تجهيزات السلع والكهرباء من المنطقة الحكومية عبر طريق أي 9 السريع. ليس لديها عملتها الخاصة وهي تستعمل الروبية السريلانكية. نمور تحرير تاميل إيلام في أغلب الأحيان يتهمون الحكومة بفرض حظر على السلع الأساسية، مما يسبّب القلق للمدنيين. ليس لديها مطارها الخاص، ومسافروها الأجانب يجب أن يأتوا من مطار كولومبو.

## القضية المركزية
إنّ مفهوم إيلام أو وطن هو قضية مركزية في النزاع السريلانكي والذي كان جارياً لأكثر من عقدين. وقد اقترح أولا من قبل جبهة التحرير المتّحدة التاميلية في 1976. جبهة التحرير المتّحدة التاميلية كانت تحالفاً للأطراف التاميلية التي قامت بحملة انتخابات في 1977 لدولة مستقلة للتاميل في سريلانكا. في انتخابات 1977، جبهة التحرير المتّحدة التاميلية اختيرت إلى البرلمان من قبل المحافظات الشمالية والشرقية. ولكي تواجه الميول الانفصالية، الحكومة أضافت بنداً جديداً إلى الدستور في 1978 يتطلّب كلّ أعضاء البرلمان للتعهّد بالولاء إلى وحدة الدولة، الأمر الذي أدّى إلى مقاطعة البرلمان بواسطة جبهة التحرير المتّحدة التاميلية. ظهر عدد من المجموعات الفدائية بعد ذلك ليكافح من أجل دولة مستقلة.
كما هو مستعمل من قبل جبهة التحرير المتّحدة التاميلية والمجموعات الفدائية، الاسم «تاميل إيلام» يشير إلى الأجزاء الشمالية الشرقية فقط من سريلانكا، وهي مناطق جافنه، وكيلنوتشتشي، ومولايتيفو، ومانار، وبوتالام، وترينكومالي، وفافونيا، وباتيكالوا، وأمباراي، والمدعية من قبل التاميلين إنها وطنهم التقليدي. ولكن بعض المجموعات الفدائية المبكّرة مثل جبهة التحرير الثورية لشعب إيلام التزمت بمفهوم أوسع لإيلام، الذي فيه عنوا كاملّ أجزاء جزيرة سريلانكا التي بها غالبية تاميلية، من ضمن ذلك المناطق في داخل البلاد التي بها مزارع تاميلية كثيرة. ولكن مع ذلك المطالب اليوم لدولة مستقلة محددة وهي تاميل إيلام فقط، وخصوصا المحافظات الشمالية والشرقية.
من 1948 إلى 2002 كانت هناك 38 مجموعة فدائية تقريبا قاتلت مرة واحدة على الأقل لاستقلال تاميل إيلام. من ضمن هذه المجموعات: نمور تحرير تاميل إيلام، ومنظمة تحرير تاميل إيلام، وجبهة التحرير الثورية لشعب إيلام، ومنظمة تحرير شعب تاميل إيلام، ومنظمة إيلام الثورية للطلاب، وجيش تاميل إيلام، وجيش حرية إلانكاي التاميلي، والتحرير الاجتماعي الثوري الاشتراكي.

## مواضيع ذات صلة
- شعب التاميل

## وصلات خارجية
- الموقع الرسمي لنمور تحرير تاميل إيلام